# Sanvoisen
Sanvoisen war eine Pforzheimer Power- und Progressive-Metal-Band, die im Jahr 1990 gegründet wurde und sich 2000 auflöste.

## Geschichte
Die Band wurde im Jahr 1990 gegründet. Der Bandname geht auf eine Kneipentour der Band durch die Niederlande zurück, bei der sie den Namen „Dr. Sanvoisen“ auf einem großen goldenen Schild las, das an ein Haus angebracht war. Bis 1992 hatte sich eine feste Besetzung gebildet, ehe 1993 das Demo Exotic Ways erschien. Hierauf war der Sänger Francis Soto durch den Griechen Vagelis Maranis ersetzt worden. Durch die positive Resonanz des Demos, entschied sich die Band dazu, Auftritte in Deutschland abzuhalten. Im Sommer desselben Jahres nahm die Gruppe ein Demo, das vier Lieder enthält, in den Kölner White House Studios mit dem Produzenten und Scorpions-Keyboarder Luke Herzog auf, was zu einem Vertrag bei Noise Records führte. Im Sommer 1994 begannen die Arbeiten zum Debütalbum. Im selben Studio mit demselben Produzenten nahm die Gruppe den Tonträger auf, ehe das entstandene Material von Tommy Newton in den Stairway to Heavy Studios in Hannover abgemischt wurde. Diesen Schritt hatte die Band selbst vornehmen lassen, da sie mit dem ursprünglichen keyboardlastigen und für die Band zu kommerziellen Mix Herzogs nicht einverstanden war und sie sich geweigert hätte, das Album in dieser Form zu veröffentlichen. Zudem setzte die Band live gar keine Keyboards ein. Keines der Gründungsmitglieder war mittlerweile in der Band noch aktiv. Das Album erschien 1994 unter dem Namen Exotic Ways. Der Veröffentlichung folgten weitere Auftritte, wobei die Gruppe auf verschiedenen Festivals zusammen mit Bands wie Saxon, Uriah Heep und Deep Purple spielte. Ende 1995 begann Sanvoisen mit den Arbeiten zum Folgealbum, ehe es im Frühling 1996 mit Tommy Newton in den Stairway to Heaven Studios aufgenommen worden. Das Album mit dem Namen Soul Seasons erschien im Januar 1997. Die Veröffentlichung fand zuerst in Japan statt und erst später erschien das Album auch in Europa. Die Besetzung auf diesem Album war im Vergleich zum Vorgänger unverändert und bestand aus dem Sänger Vagelis Maranis, den Gitarristen Angel Schönbrunn und Hendrik Böttcher, dem Bassisten Horst-Christian „Gamo“ Andree und dem Schlagzeuger Ulf S. Gokeler. Nach der Veröffentlichung des zweiten Albums änderte sich die Besetzung der Band jedoch stark. So verließ Gokeler die Band im Jahr 1997 und wurde durch Marco Leva ersetzt, ehe dieser wiederum durch Achim Keller ersetzt wurde. Bei den Aufnahmen eines weiteren Demos in den Jahren 1999 und 2000 war nur noch Schönbrunn das einzige Mitglied, das zuvor noch auf beiden Alben zu hören gewesen war. Das Demo wurde nie veröffentlicht und die Band löste sich im Jahr 2000 auf.

## Stil
Aapatsos von progarchives.com fand, dass die Band den typischen deutschen Power- und Progressive-Metal-Klang der 1990er Jahre repräsentiert. Die Musik weise Einflüsse von Queensrÿche auf und es seien auch Ähnlichkeiten zu Conception hörbar. Stefan Glas vom Metal Hammer lobte in seiner Rezension zum Demo Exotic Ways vor allem den Gesang des neuen Mitglieds Vagelis Maranis, der „[a]krobatisch, filigran und doch voller Emotionen“ sei. Die Gruppe spiele progressiven und metallischen Rock. Tim Wölke befand in seiner Rezension zum Debütalbum, dass die Band nun, nach Gruppen wie Letter X und Glenmore, das teutonische Gegenstück zu Progressive-Metal-Bands wie Queensrÿche und Dream Theater sei. Zudem bezeichnete er die Band als hoffnungsvollen Nachwuchs im Bereich des melodischen Power Metal. Besonders wichtig in den Liedern sei der Gesang von Maranis und die abwechslungsreichen Gitarrenriffs und die mächtigen Powerchords. Matthias Mineur vom selben Magazin bezeichnete die Musik der Band auf Soul Seasons als „pfeilschnellen, progressiven Power Metal“, der „weder Schärfe noch Tiefgang vermissen läßt“. Der Gesang von Maranis bewahre die Lieder davor, dass diese in den Popmusik-Bereich abgleiten würden. Laut Mike Seifert vom Rock Hard hat die Band anfangs noch melodischen Poser-Hard-Rock gespielt, ehe die Musik komplexer und progressiver geworden sei. Im Interview mit Seiter gab der Bassist Andree an, dass jedes Mitglied beim Schreiben der Lieder beteiligt ist.

## Diskografie
- 1990: First Demo (Demo, Eigenveröffentlichung)
- 1993: Exotic Ways (Demo, Eigenveröffentlichung)
- 1993: Demo (Demo, Eigenveröffentlichung)
- 1994: Exotic Ways (Album, Noise Records)
- 1997: Soul Seasons (Album, Noise Records)